# Комоно
Комоно (яп. 菰野町 Комоно-тё:) — посёлок в Японии, находящийся в уезде Миэ префектуры Миэ. Площадь посёлка составляет 106,89 км², население — 40 333 человека (1 июня 2014), плотность населения — 377,33 чел./км².

## Географическое положение
Посёлок расположен на острове Хонсю в префектуре Миэ региона Кинки. С ним граничат города Йоккаити, Инабе, Хигасиоми, Кока.

## Население
Население посёлка составляет 40 333 человека (1 июня 2014), а плотность — 377,33 чел./км². Изменение численности населения с 1980 по 2005 годы:
| 1980 | 29 373 чел. |  |
| 1985 | 30 775 чел. |  |
| 1990 | 32 263 чел. |  |
| 1995 | 35 117 чел. |  |
| 2000 | 37 972 чел. |  |
| 2005 | 38 986 чел. |  |

## Символика
Деревом посёлка считается Zelkova serrata, цветком — Aster komonoensis Makino, птицей — Cettia diphone.